# Leichtathletik-Weltmeisterschaften 2019/Speerwurf der Männer

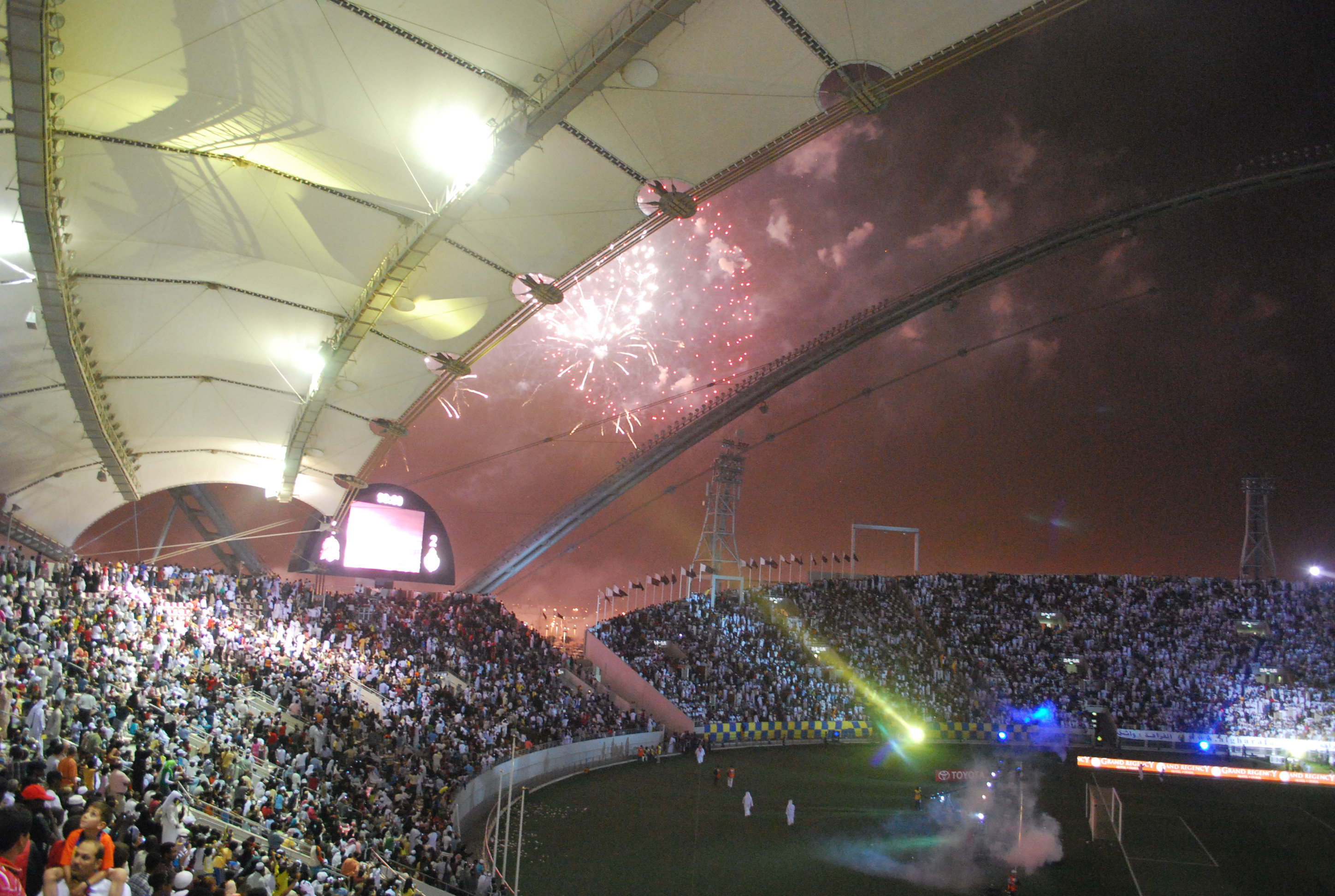
Das Khalifa International Stadium während des Emir Cups im Jahr 2009

Der Speerwurf der Männer bei den Leichtathletik-Weltmeisterschaften 2019 fand am 5. und 6. Oktober 2019 im Khalifa International Stadium der katarischen Hauptstadt Doha statt.
31 Athleten aus 22 Ländern nahmen an dem Wettbewerb teil.
Die Goldmedaille gewann Anderson Peters aus Grenada mit 86,89 m. Silber ging mit 86,21 m an den EM-Dritten von 2018 Magnus Kirt aus Estland. Bronze sicherte sich mit 85,37 m der deutsche Titelverteidiger Johannes Vetter.

## Rekorde
Vor dem Wettbewerb galten folgende Rekorde:
| Weltrekord           | Jan Železný | 98,48 m | Jena, Deutschland      | 25. Mai 1996    |
| Meisterschaftsrekord | Jan Železný | 92,80 m | WM in Edmonton, Kanada | 12. August 2001 |

Der bestehende WM-Rekord wurde bei diesen Weltmeisterschaften nicht eingestellt und nicht verbessert.
Es wurden zwei Landesrekorde aufgestellt:
- 83,42 m – Norbert Rivasz-Tóth (Ungarn), Qualifikation am 5. Oktober, Gruppe A
- 81,52 m – Arshad Nadeem (Pakistan), Qualifikation am 5. Oktober, Gruppe B

## Qualifikation
31 Teilnehmer traten in zwei Gruppen zur Qualifikationsrunde an. Die Qualifikationsweite für den direkten Finaleinzug betrug 84,00 m. Sieben Athleten übertrafen diese Marke (hellblau unterlegt). Das Finalfeld wurde mit den fünf nächstplatzierten Sportlern auf zwölf Werfer aufgefüllt (hellgrün unterlegt). So mussten schließlich 82,26 m für die Finalteilnahme erbracht werden.

### Gruppe A

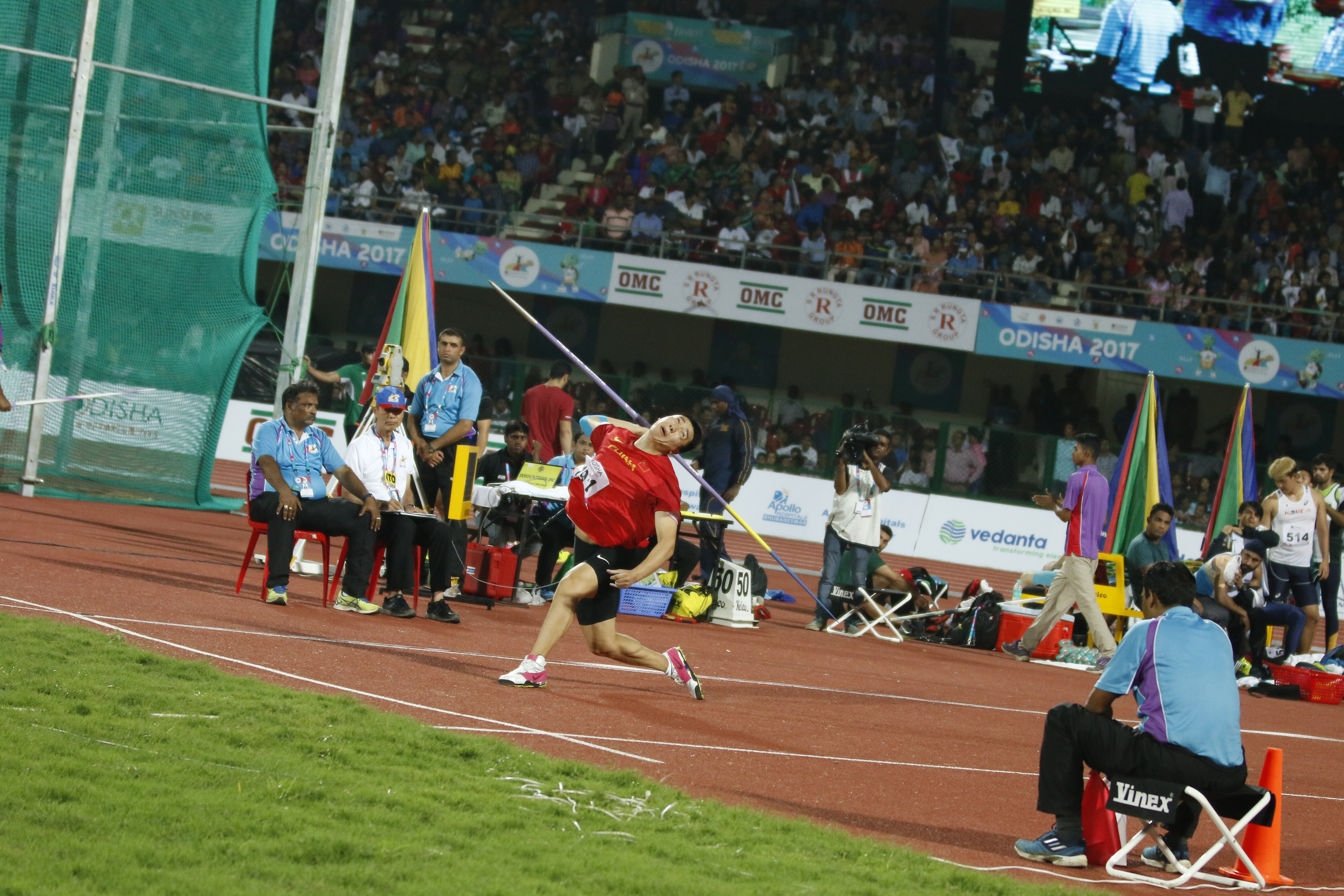
Liu Qizhen – ausgeschieden als Elfter mit 75,81 m

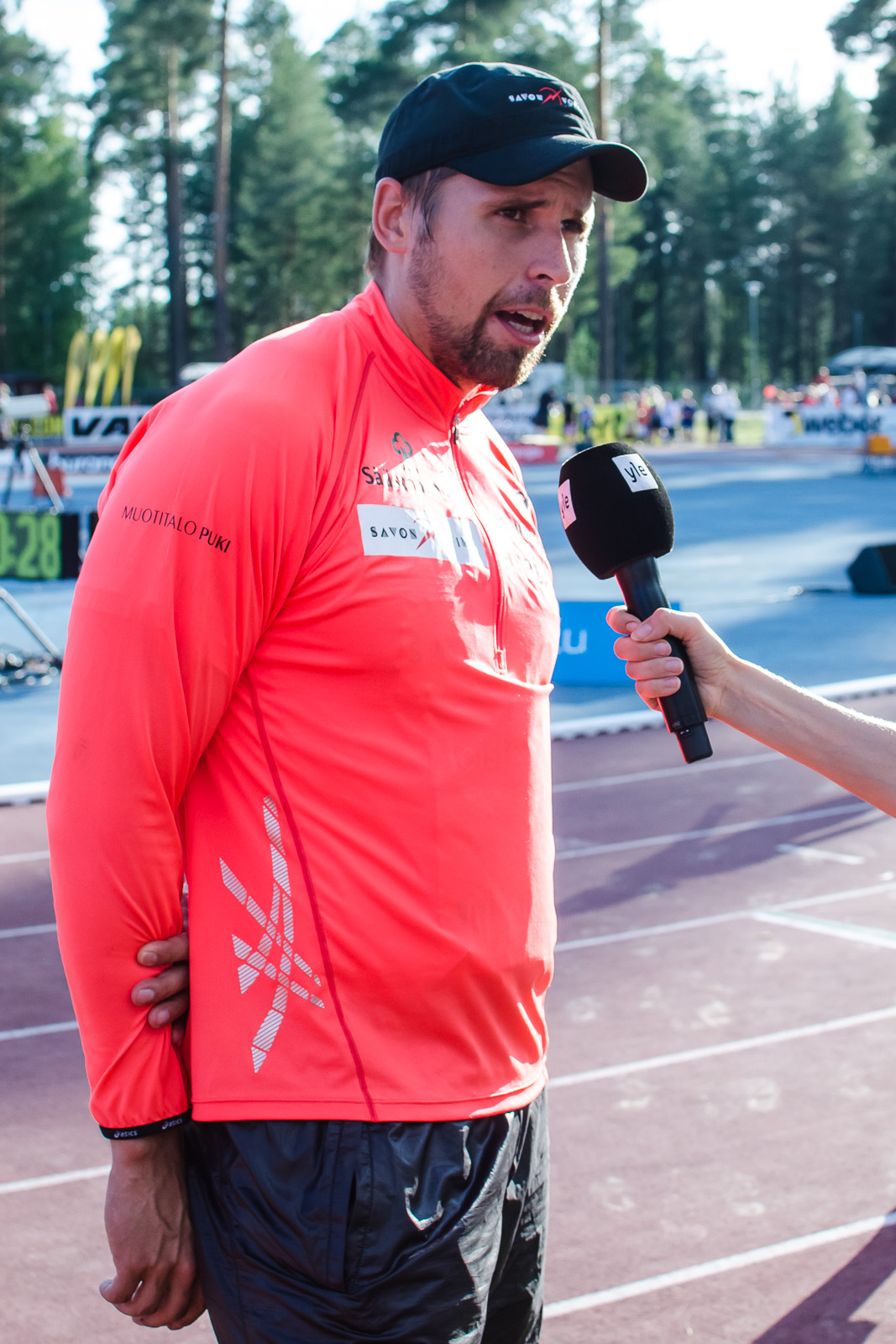
Antti Ruuskanen – unter anderem Olympiazweiter von 2012 – ausgeschieden als Vierzehnter mit 75,05 m

5. Oktober 2019, 16:30 Uhr Ortszeit (15:30 Uhr MESZ)
| Platz | Athlet                     | Land                | 1. Versuch | 2. Versuch | 3. Versuch | Weite (m) |
| ----- | -------------------------- | ------------------- | ---------- | ---------- | ---------- | --------- |
| 1     | Johannes Vetter            | Deutschland         | 89,35      | –          | –          | 89,35     |
| 2     | Anderson Peters            | Grenada             | 82,06      | 85,34      | –          | 85,34     |
| 3     | Jakub Vadlejch             | Tschechien          | 81,70      | 84,31      | –          | 84,31     |
| 4     | Julian Weber               | Deutschland         | 84,29      | –          | –          | 84,29     |
| 5     | Julius Yego                | Kenia               | 83,86      | 83,76      | 80,62      | 83,86     |
| 6     | Norbert Rivasz-Tóth        | Ungarn              | 83,42      | 81,06      | 77,27      | 83,42 NR  |
| 7     | Marcin Krukowski           | Polen               | 82,44      | x          | 82,02      | 82,44     |
| 8     | Gatis Čakšs                | Lettland            | 79,94      | x          | 79,63      | 79,94     |
| 9     | Edis Matusevičius          | Litauen             | 73,98      | 75,73      | 79,60      | 79,60     |
| 10    | Shivpal Singh              | Indien              | 75,91      | 78,97      | x          | 78,97     |
| 11    | Liu Qizhen                 | Volksrepublik China | 75,24      | x          | 75,81      | 75,81     |
| 12    | Riley Dolezal              | Vereinigte Staaten  | 75,62      | x          | 74,85      | 75,62     |
| 13    | Pawel Mjaleschka           | Belarus             | x          | 75,14      | x          | 75,14     |
| 14    | Antti Ruuskanen            | Finnland            | 72,65      | 75,05      | x          | 75,05     |
| 15    | Albert Reynolds            | St. Lucia           | 69,68      | 73,91      | x          | 73,91     |
| 16    | Oleksandr Nytschyportschuk | Ukraine             | x          | 72,75      | x          | 72,75     |

### Gruppe B
5. Oktober 2019, 18:00 Uhr Ortszeit (17:00 Uhr MESZ)
| Platz | Athlet              | Land                | 1. Versuch | 2. Versuch | 3. Versuch | Weite (m) |
| ----- | ------------------- | ------------------- | ---------- | ---------- | ---------- | --------- |
| 1     | Magnus Kirt         | Estland             | 81,00      | 88,36      | –          | 88,36     |
| 2     | Kim Amb             | Schweden            | x          | 82,98      | 84,85      | 84,85     |
| 3     | Keshorn Walcott     | Trinidad und Tobago | 84,44      | –          | –          | 84,44     |
| 4     | Cheng Chao-tsun     | Chinesisch Taipeh   | 79,08      | 83,40      | 79,88      | 83,40     |
| 5     | Lassi Etelätalo     | Finnland            | 75,11      | x          | 82,26      | 82,26     |
| 6     | Alexandru Novac     | Rumänien            | 82,12      | 78,18      | 79,75      | 82,12     |
| 7     | Aljaksej Katkawez   | Belarus             | 75,88      | x          | 82,08      | 82,08     |
| 8     | Ryōhei Arai         | Japan               | 81,71      | x          | 72,99      | 81,71     |
| 9     | Arshad Nadeem       | Pakistan            | 81,52      | 75,48      | x          | 81,52 NR  |
| 10    | Rolands Štrobinders | Lettland            | 81,09      | 75,48      | x          | 81,09     |
| 11    | Michael Shuey       | Vereinigte Staaten  | 77,04      | x          | 80,53      | 80,53     |
| 12    | Oliver Helander     | Finnland            | x          | 80,36      | x          | 80,36     |
| 13    | Andreas Hofmann     | Deutschland         | 80,06      | x          | x          | 80,06     |
| 14    | Thomas Röhler       | Deutschland         | x          | 79,23      | x          | 79,23     |
| NM    | Zhao Qinggang       | Volksrepublik China | x          | x          | x          | ogV       |
| DNS   | Vítězslav Veselý    | Tschechien          |            |            |            |           |

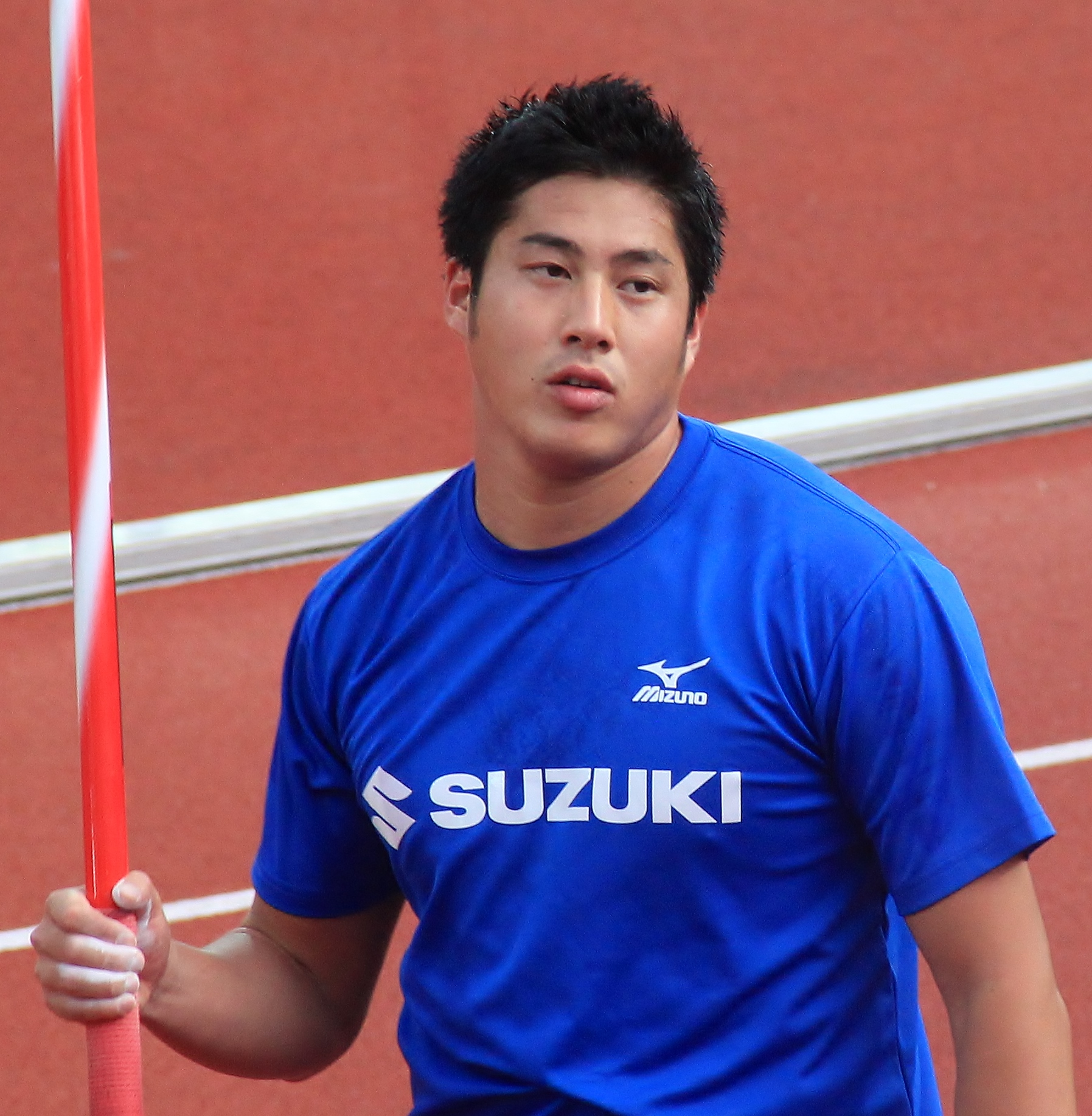
Ryōhei Arai – ausgeschieden als Achter mit 81,71 m

Weitere in Qualifikationsgruppe B ausgeschiedene Speerwerfer:

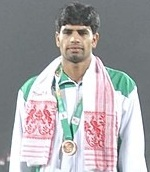
Arshad Nadeem Rang neun mit 81,52 m
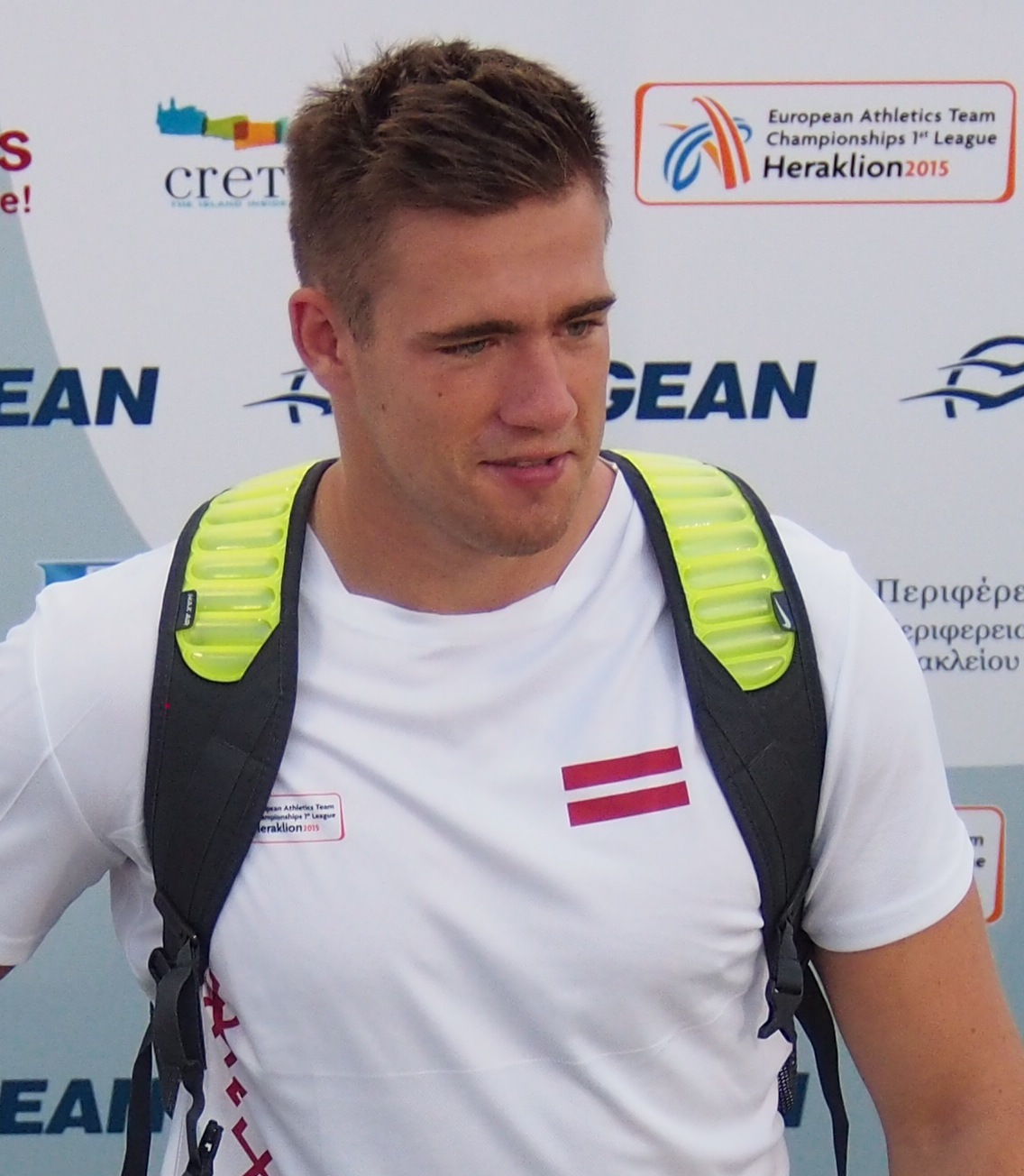
Rolands Štrobinders Rang zehn mit 81,09 m
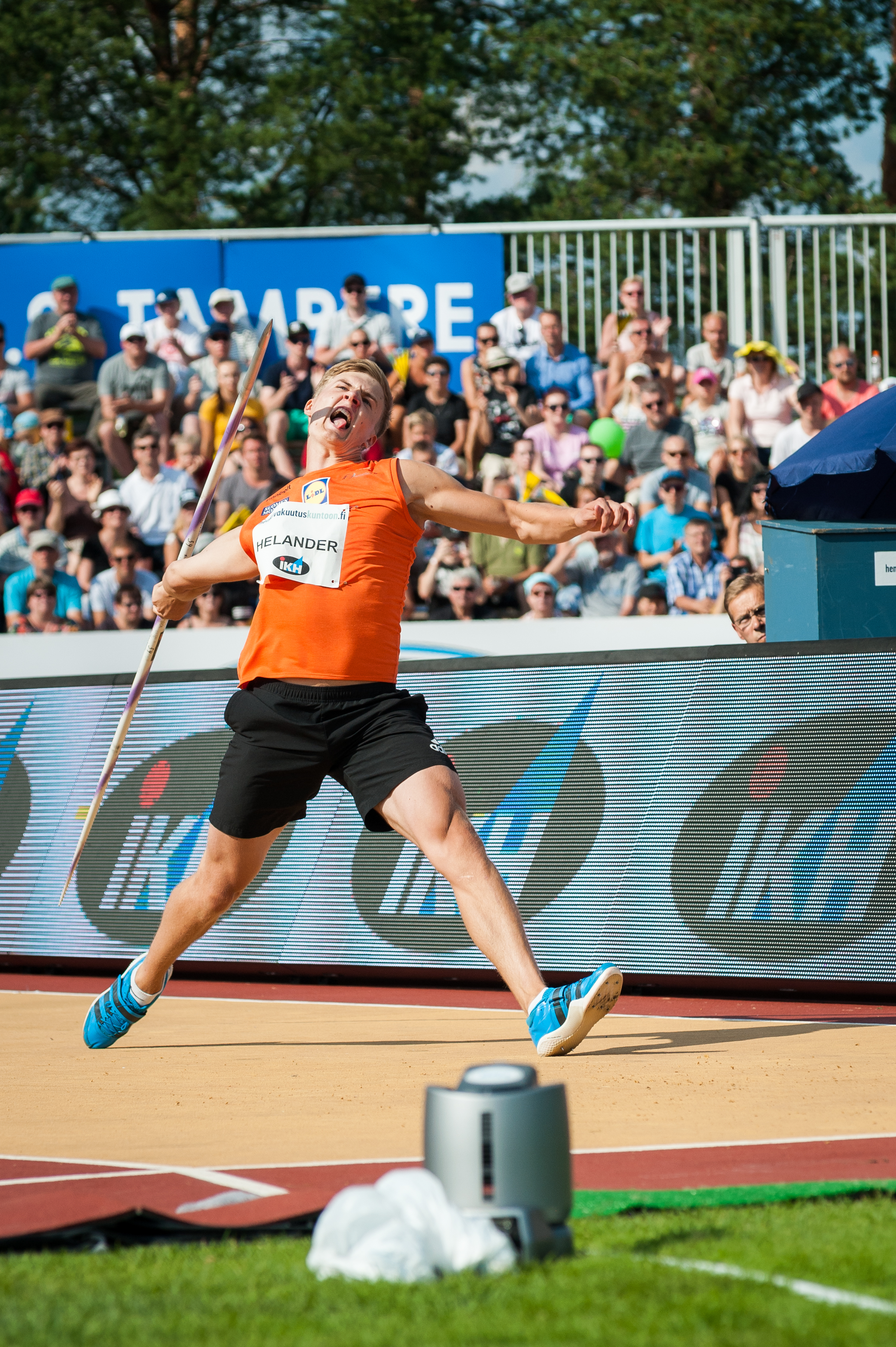
Oliver Helander Rang zwölf mit 80,36 m
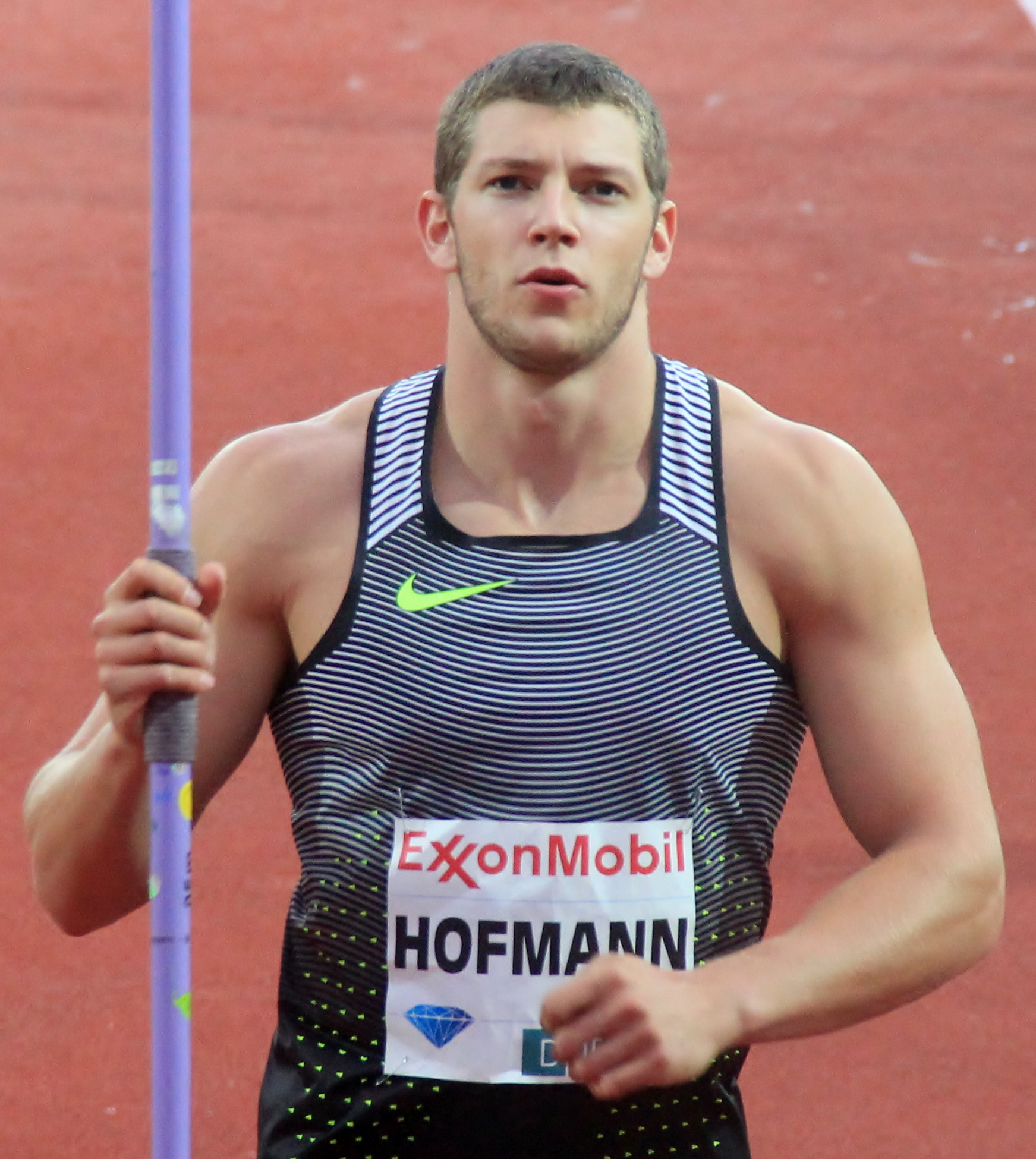
Andreas Hofmann – Vizeeuropameister von 2018 – Rang dreizehn mit 80,06 m
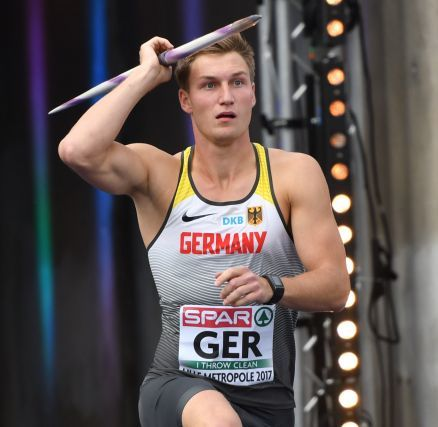
Thomas Röhler – aktueller Olympiasieger und amtierender Europameister – Rang vierzehn mit 79,23 m

## Finale
6. Oktober 2019, 19:55 Uhr Ortszeit (18:55 Uhr MESZ)
| Platz | Athlet              | Land                | 1. Versuch | 2. Versuch | 3. Versuch | 4. Versuch                             | 5. Versuch                             | 6. Versuch                             | Weite (m) |
| ----- | ------------------- | ------------------- | ---------- | ---------- | ---------- | -------------------------------------- | -------------------------------------- | -------------------------------------- | --------- |
|       | Anderson Peters     | Grenada             | 86,69      | 81,26      | 79,82      | 86,89                                  | 84,59                                  | 83,63                                  | 86,89     |
|       | Magnus Kirt         | Estland             | 83,95      | 86,21      | 85,17      | 85,90                                  | x                                      | x                                      | 86,21     |
|       | Johannes Vetter     | Deutschland         | x          | 85,37      | 82,51      | x                                      | 82,29                                  | x                                      | 85,37     |
| 4     | Lassi Etelätalo     | Finnland            | 72,00      | 77,92      | 82,49      | 74,62                                  | x                                      | 74,63                                  | 82,49     |
| 5     | Jakub Vadlejch      | Tschechien          | 77,32      | 81,98      | 82,19      | 77,36                                  | x                                      | x                                      | 82,19     |
| 6     | Julian Weber        | Deutschland         | 81,20      | 81,26      | 80,80      | 79,43                                  | 79,46                                  | 73,58                                  | 81,26     |
| 7     | Marcin Krukowski    | Polen               | 80,56      | 79,91      | x          | x                                      | x                                      | x                                      | 80,56     |
| 8     | Kim Amb             | Schweden            | 78,93      | 80,42      | 78,51      | 75,71                                  | x                                      | x                                      | 80,42     |
| 9     | Norbert Rivasz-Tóth | Ungarn              | 79,73      | 77,89      | 76,55      | nicht im Finale der besten acht Werfer | nicht im Finale der besten acht Werfer | nicht im Finale der besten acht Werfer | 79,73     |
| 10    | Cheng Chao-tsun     | Chinesisch Taipeh   | 74,74      | 77,51      | 77,99      | nicht im Finale der besten acht Werfer | nicht im Finale der besten acht Werfer | nicht im Finale der besten acht Werfer | 77,99     |
| 11    | Keshorn Walcott     | Trinidad und Tobago | 75,30      | 77,47      | x          | nicht im Finale der besten acht Werfer | nicht im Finale der besten acht Werfer | nicht im Finale der besten acht Werfer | 77,47     |
| NM    | Julius Yego         | Kenia               | x          | x          | x          | nicht im Finale der besten acht Werfer | nicht im Finale der besten acht Werfer | nicht im Finale der besten acht Werfer | ogV       |

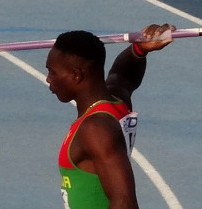
Weltmeister Anderson Peters
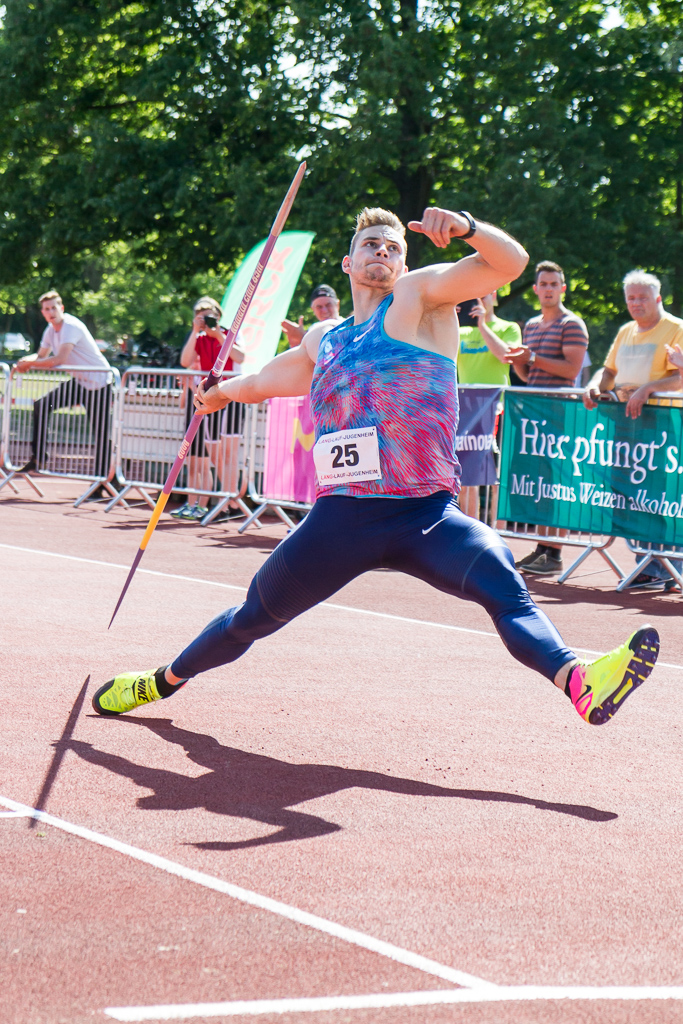
Bronze gab es für Titelverteidiger Johannes Vetter
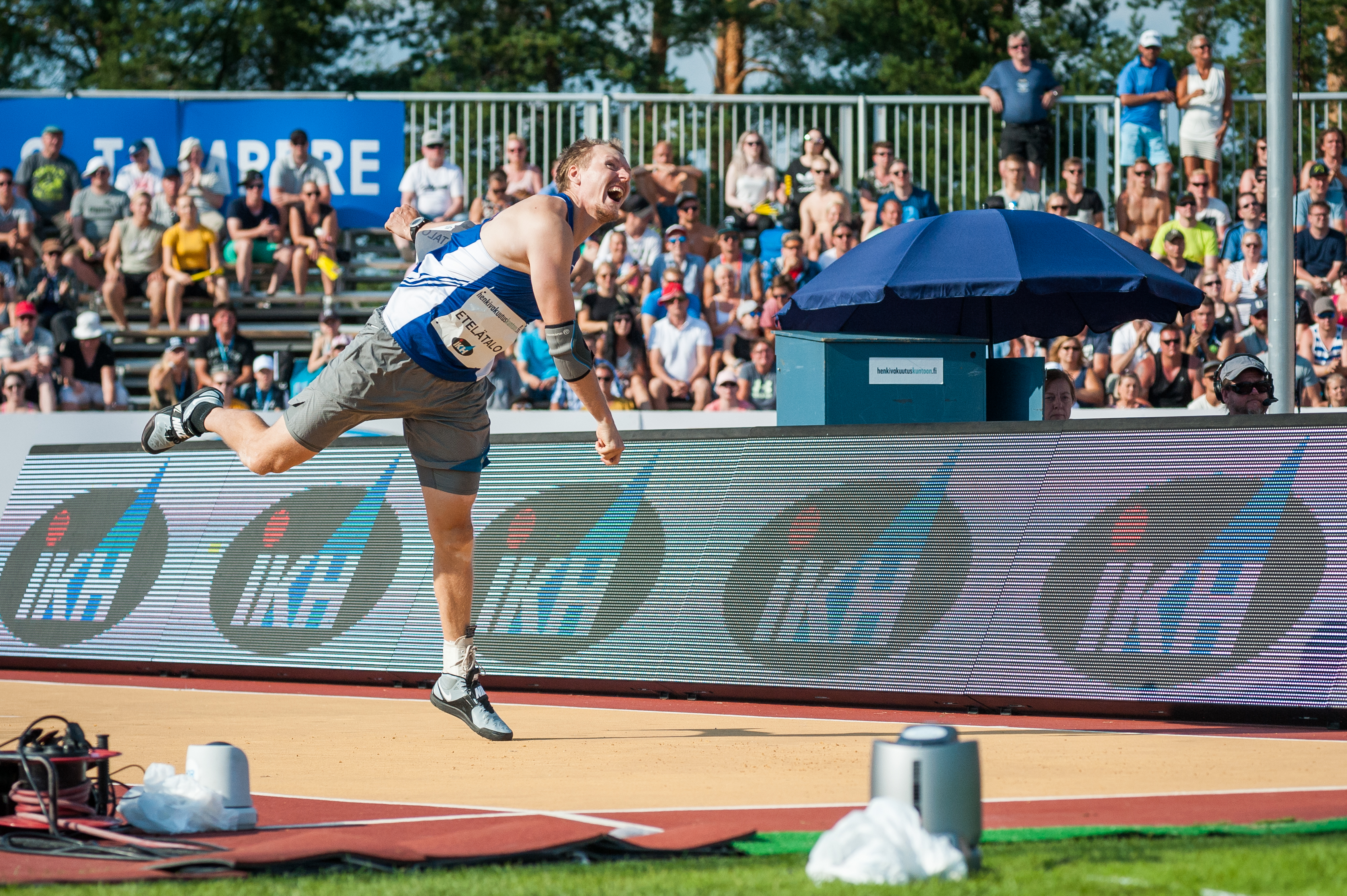
Lassi Etelätalo belegte Rang vier

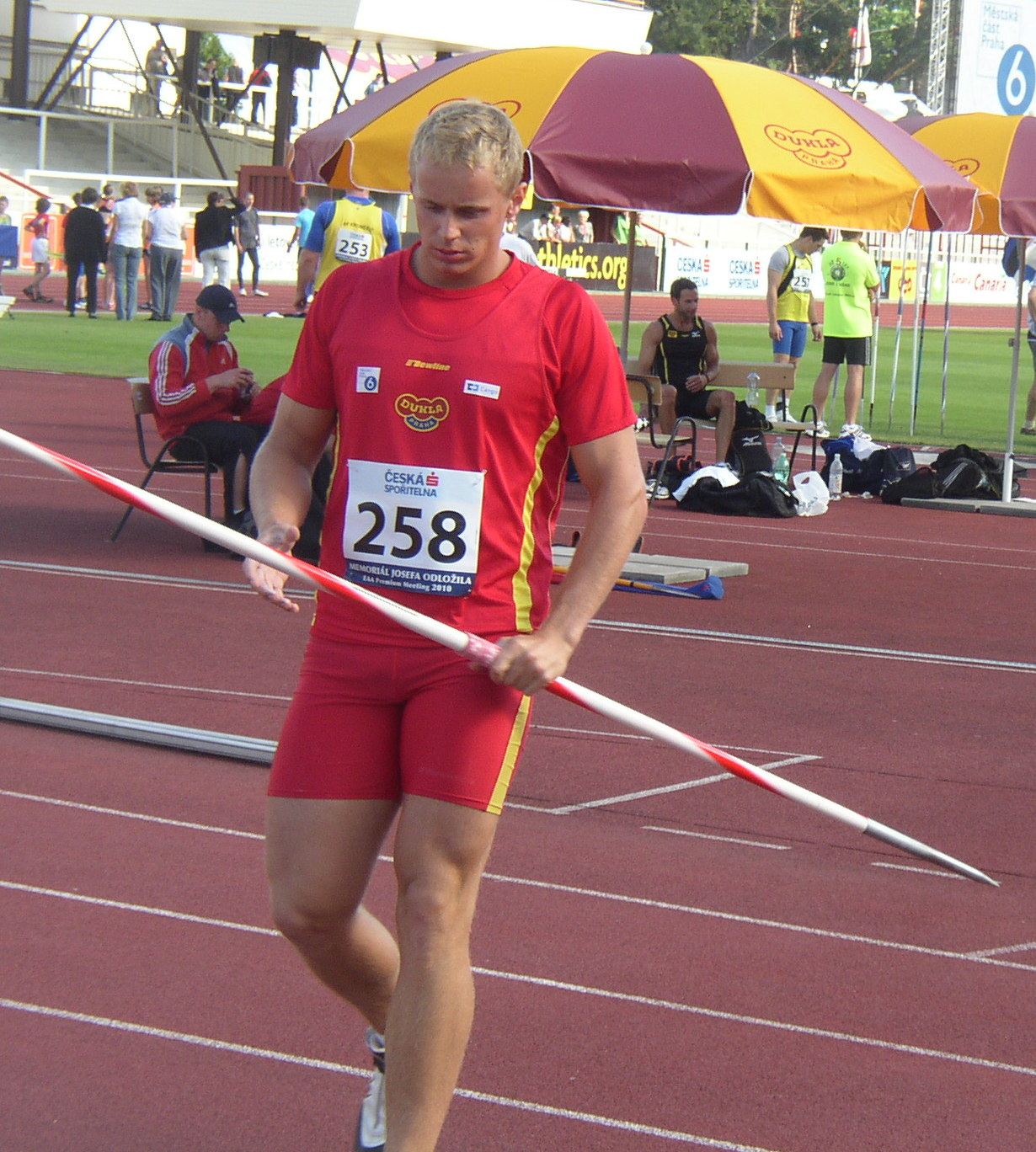
Der fünftplatzierte Jakub Vadlejch
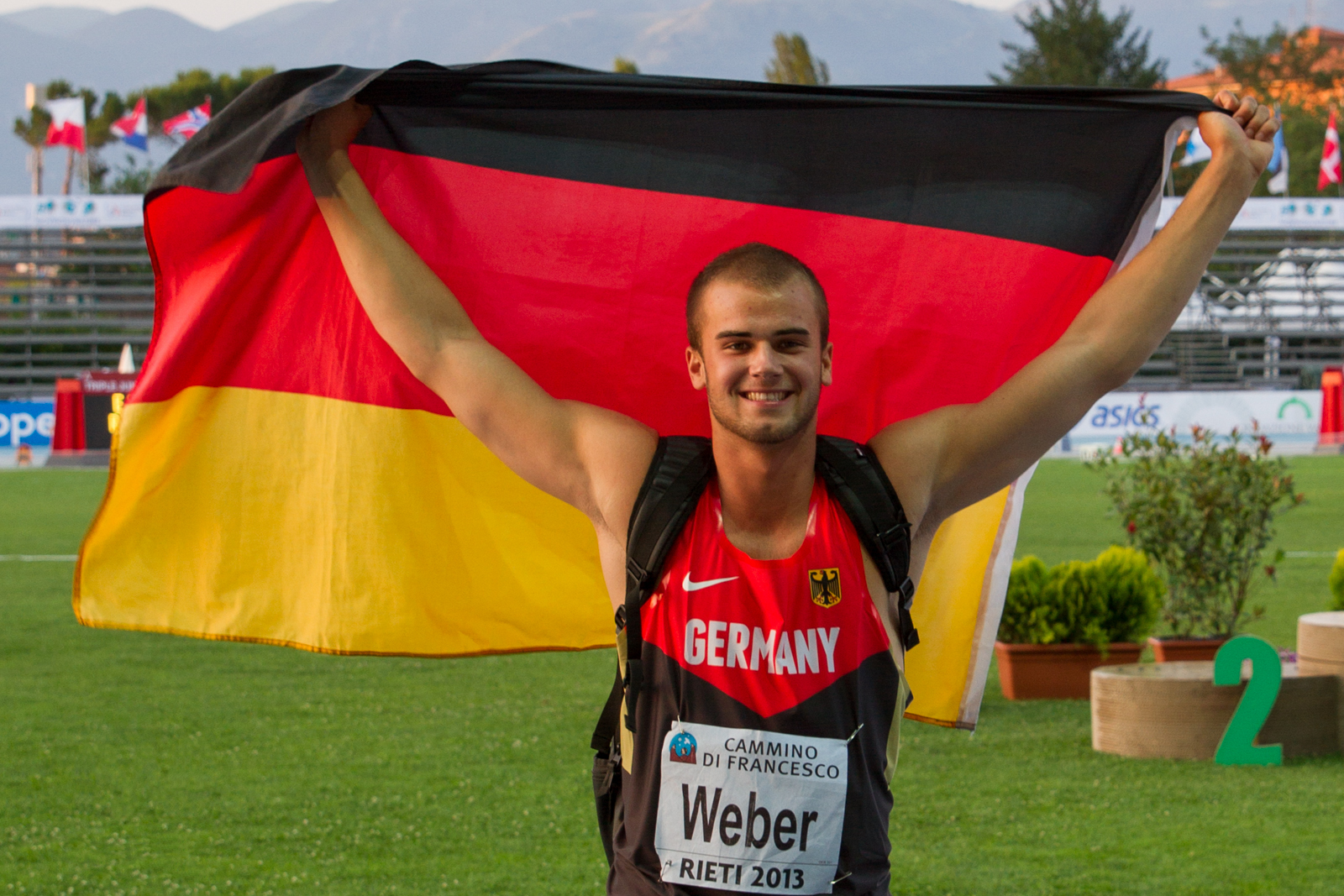
Julian Weber erreichte Platz sechs
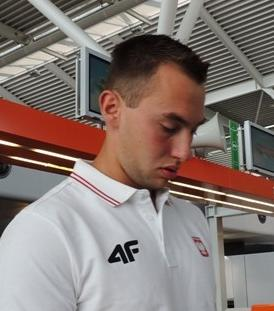
Marcin Krukowski wurde Siebter
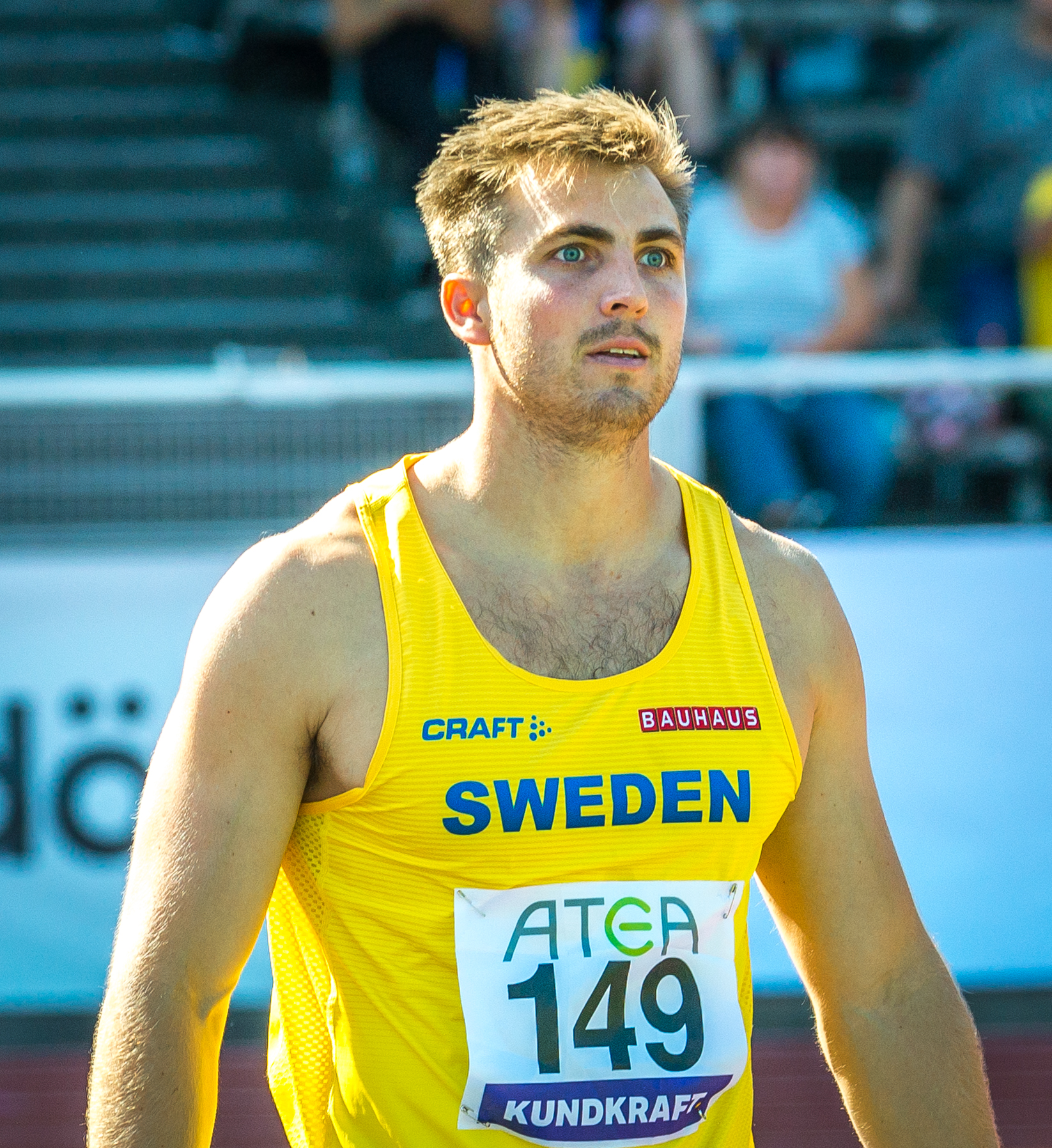
Kim Amb kam auf den achten Platz
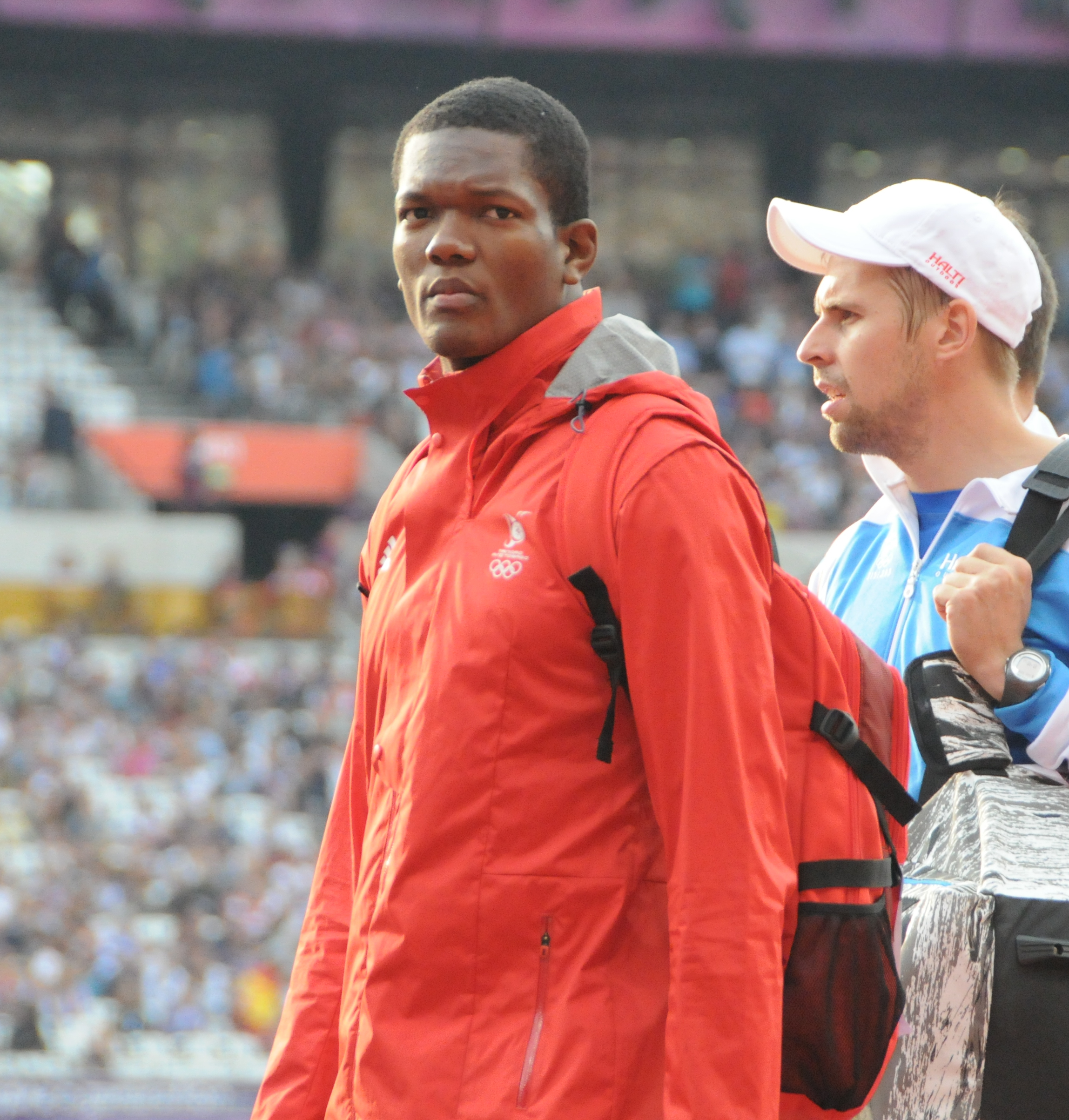
Rang elf für Keshorn Walcott – unter anderem Olympiasieger von 2012
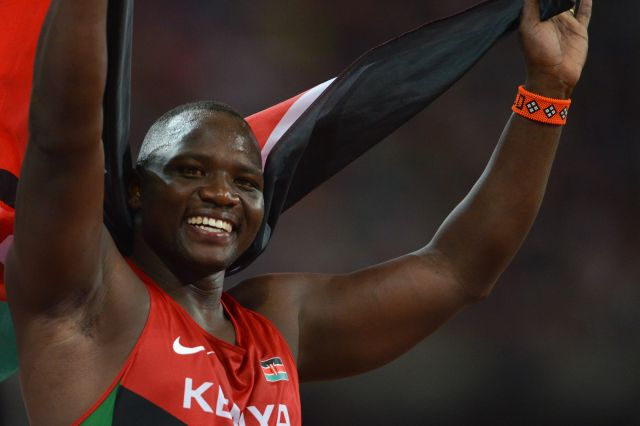
Julius Yego – unter anderem Weltmeister von 2015 – Platz zwölf

## Video
- Men's Javelin Final | World Athletics Championships Doha 2019, youtube.com, abgerufen am 18. März 2021